# قطعنامه ۱۵۹۲ شورای امنیت
قطعنامه ۱۵۹۲ شورای امنیت سازمان ملل متحد که در تاریخ ۳۰ مارس ۲۰۰۵ تصویب شد، سندی بین‌المللی دربارهٔ اوضاع در مورد جمهوری دموکراتیک کنگو است. این قطعنامه طی نشست ۵۱۵۵ام با ۱۵ رای موافق، ۰ مخالف و ۰ ممتنع تصویب شد.